# Mayo (Québec)
Mayo è un comune del Canada, situato nella provincia del Québec, nella regione di Outaouais.